# The Four Corners of Nowhere

The Four Corners of Nowhere est le premier film du réalisateur, scénariste et producteur américain Stephen Chbosky. Il est présenté en festival en 1995 et sorti en salles en 1997.

## Fiche technique
- Réalisation : Stephen Chbosky

## Distinctions
- 1995 : Nommé au Sundance Film Festival